# Arts et Métiers ParisTech

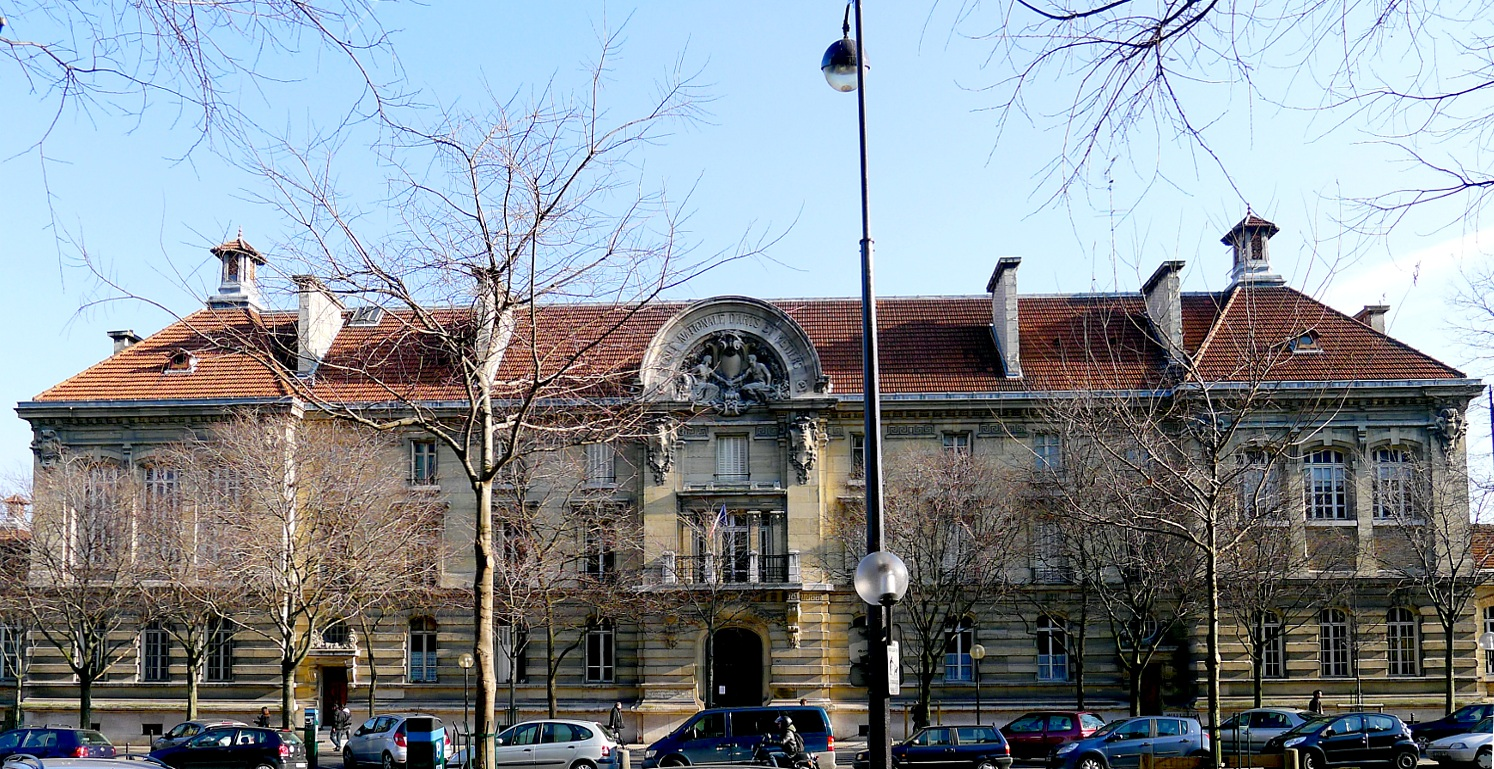
ENSAM.

Arts et Métiers ParisTech (ENSAM, École nationale supérieure d'arts et métiers) är en fransk grande école som utexaminerar generalistingenjörer i norra Frankrike (Paris), och som är medlem av France AEROTECH.